# Алчевська Христина Олексіївна
Христя (Христи́на) Олексі́ївна Алче́вська (нар. 4 (16) березня 1882, Харків, Російська імперія — 27 жовтня 1931, Харків, Українська РСР, СРСР) — українська письменниця, драматургиня, прозаїк, поетеса та учителька. Походила з родини Алчевських, дочка Христини Алчевської та Олексія Алчевського. Працювала вчителькою гімназії в Харкові.

## Життєпис

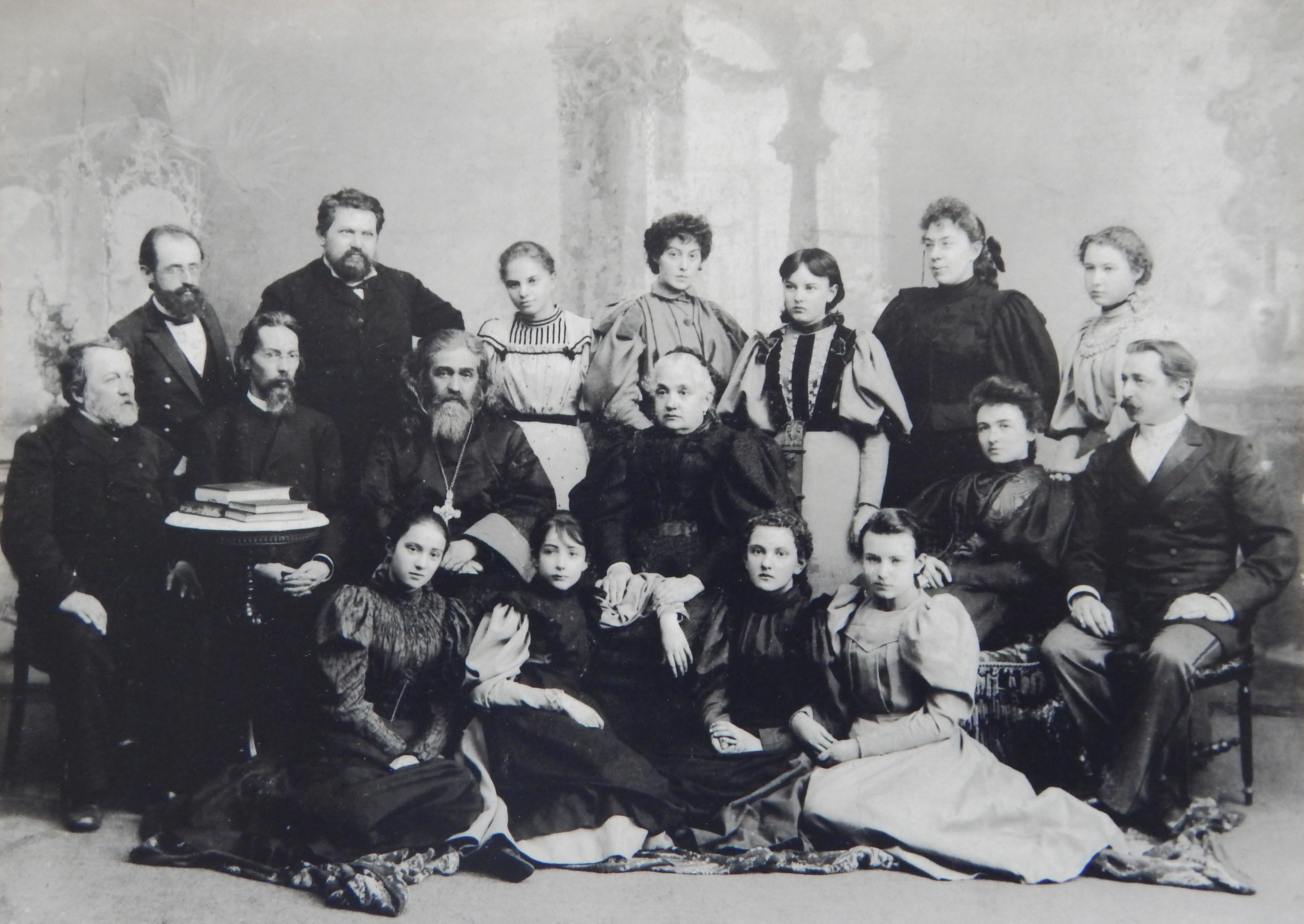
Христя Алчевська сидить на підлозі, поклавши руку на коліна матері — Христині Алчевській, 1890-ті рр.

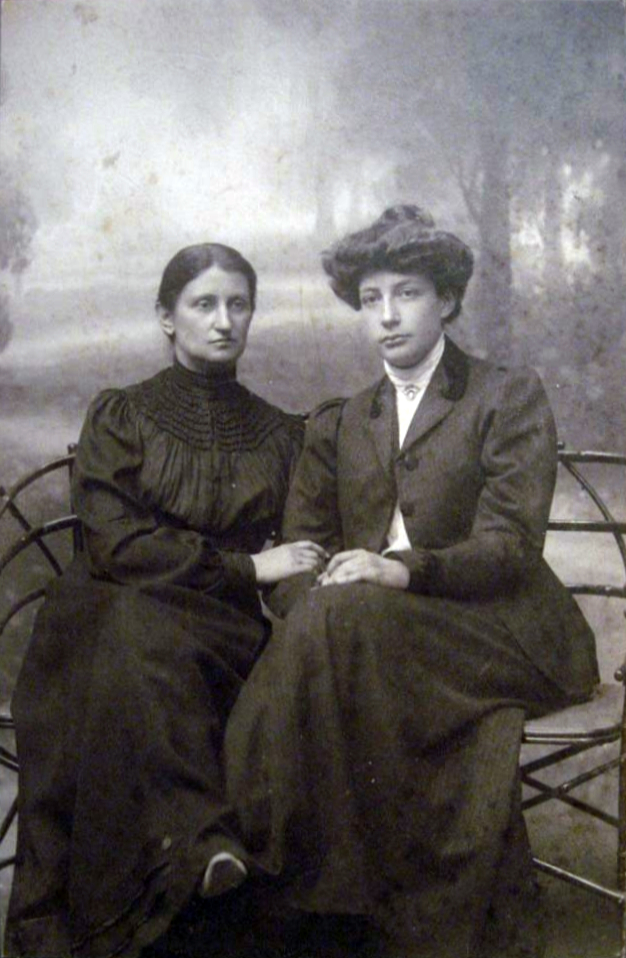
З Ольгою Кобилянською у Бад-Наугаймі, бл 1908 р.

Народилася 16 березня 1882 року в родині промисловця в Харкові. Батько її — Олексій Кирилович — громадський діяч, брав участь в українських просвітницьких гуртках. Мати — Христина Данилівна — відома діячка народної освіти, організаторка просвітницької праці серед селянства і робітників. Христя була наймолодшою в сім'ї, мала чотирьох братів і сестру.
У 10-річному віці разом зі шкільними подругами видавала дитячий рукописний журнал «Товариш», у якому впродовж 1892—1894 років уміщала і свої вірші та оповідання. Захоплювалась творами української, російської, інших слов'янських та західноєвропейських літератур.
У 1902 році закінчила харківську Першу дівочу гімназію. Рік вчилася на вчительських курсах у Сорбонні в Парижі. Після повернення додому працювала вчителькою французької мови в гімназії. Одночасно працювала у видавничому комітеті Харківського товариства грамотності, планувала створити новий підручник з української літератури для трудової школи. Бувала у Тернополі, зокрема гостювала в сім'ї Марії та Онуфрія Солтисів.

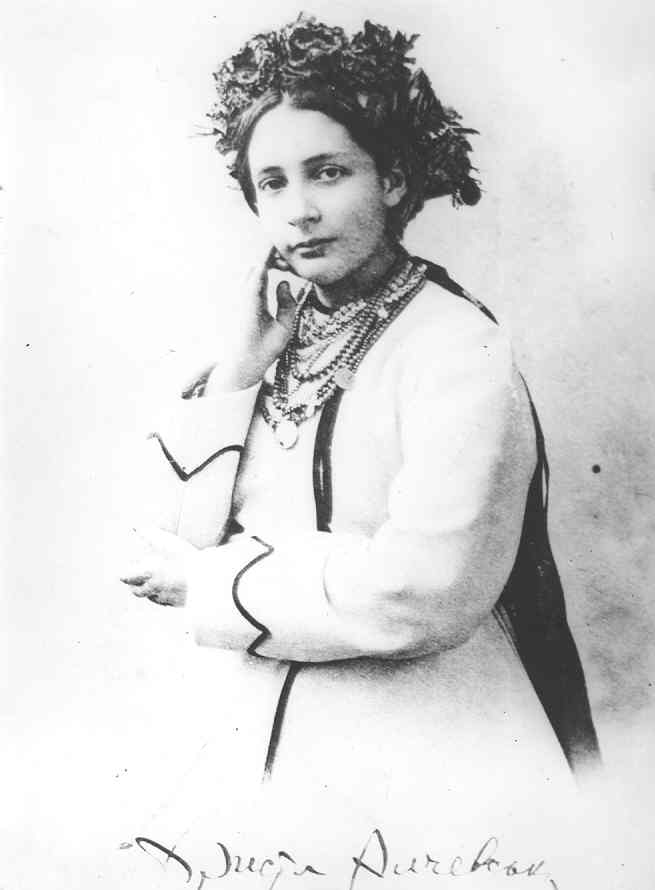
Христя Алчевська, 1910-ті рр.

У 1905 році надіслала до редакції київської газети «Боротьба» революційний марш, що починався словами «Гей, на бій, за нами встануть». Рукопис потрапив до жандармерії. До харківської квартири Алчевських прийшли з трусом, однак нічого не знайшли.
З 1903 року працювала в недільній школі своєї матері, де, попри загальну заборону, читала учням українські книжки. Водночас вона робила перші кроки в нелегальній діяльності, спробувала створити український жіночий гурток. Дебютувала у листопаді 1905 року поетичним зверненням «До дітей мого краю» у газеті «Хлібороб». 1905 році Христина Олексіївна працювала викладачкою української та французької мов у середніх і вищих навчальних закладах Харкова. Тоді ж написала ряд художніх творів, спочатку російською, потім українською мовами, в яких відбилися настрої та сподівання демократичної інтелігенції, засуджувалися соціальна нерівність й національний гніт. Її вірші друкувалися майже в усіх тогочасних українських періодичних виданнях: «Хлібороб», «Рідний край», «Громадська думка», «Літературно-науковий вісник» та інші.
Роки творчості Христини Алчевської-молодшої припадали на епоху складних соціальних потрясінь і напружених ідейно-естетичних суперечок і розбіжностей у літературному середовищі. Її друзями та подругами за листуванням були Іван Франко, Леся Українка, Михайло Коцюбинський, Михайло Павлик, Василь Стефаник, Олександр Олесь.
У роки революції брала активну участь в організації й проведенні мітингів і страйків учнів середніх шкіл, мала зв'язки з підпіллям.
Визволення народу Христина Алчевська пов'язувала з українізацією молоді. Вона відновила свою роботу в учнівських гуртках. Протягом тривалого періоду ця робота була виключно культурницькою, спрямовувалася на формування знань з рідної мови, літератури, історії, прищеплення любові до України.
Події в Східній Галичині, придушення українського руху на Наддніпрянщині переконали письменницю в тому, що Українці в Російській імперії приречені на денаціоналізацію й асиміляцію. Порятунок бачився в об'єднанні Східної й Західної України під зверхністю Австро-Угорщини, уряд якої щедро роздавав західноукраїнській громадськості обіцянки щодо створення національної автономії. У 1915 році на квартирі Христі Алчевської відновилися регулярні зібрання гуртка української молоді.
З 1907-го по 1917 рік опублікувала 11 збірок, серед них — «Туга за сонцем» (1907), «Сонце з-за хмар», «Пісня життя» (1910), «Вишневий цвіт» (1912), «Пісні серця і просторів», «Моєму краю» (1914), «Спомини» (1915), «Мандрівець» (1916) й інші. Остання, 12-а, збірка вийшла 1922 року в Каліші (Польща). З 12 її збірників тільки один, 10-й, «Мрії», був виданий російською мовою.
У її творах звучить заклопотаність долею Вітчизни та всього світу, показано самотність і беззахисність людини в суспільстві, звеличується подвиг борців за свободу, віддається шана видатним майстрам літератури й мистецтва, оспівано красу природи й глибоко інтимні почуття.
У 1917 році помер її брат Іван, у 1920-у померли мати й брат Григорій. Деякий час вона нічого не могла писати. У 1922-му публікує збірку «Clematis». У 1926 році написала драматичну поему «Луїза Мішель» (опублікована в 1930-у) — твір про паризьку комунарку, побудований на історичному матеріалі, з використанням реальних персонажів. Цим твором Христя Алчевська розпочала у своїй творчості розробку революційно-історичної тематики. У 1927 році вона познайомилася з Анрі Барбюсом — відомим французьким письменником.
Друкувалася в харківських газетах і журналах, була членкинею Українського товариства драматургів і композиторів, готувала двотомне видання творів, яке після її смерті з різних причин не побачило світ. Вона залишила величезну рукописну спадщину (близько 4 тисяч творів), значна частина якої зберігається у відділі рукописів Інституту літератури НАН України та в Національній бібліотеці ім. В. Вернадського.
Померла самотньою на п'ятдесятому році життя.

## Творча діяльність
Літературну і педагогічну діяльність почала 1903.
Збірки поезій:
- «Туга за сонцем» (1907),
- «Сонце з-за хмар» (1910),
- «Пісня життя» (1910),
- «Моєму краю» [4] (1914),
- «Пробудження» (1917) та ін.

За радянської влади друкувалась в «Комунарці України», «Червоному шляху», «Всесвіті», «Зорі». Написала драм, поему «Луїза Мішель» (вид. 1930) та ін.
Перекладала Беранже, Вольтера, Гюго, Жуля Верна, Л. Толстого.

## Пам'ять
У 1982 році в зв'язку зі 100-річчям від дня народження Христини Алчевської на честь визнання її заслуг і таланту ЮНЕСКО внесла її ім'я в календар знаменних дат.

### Публікації творів
- «Не боюся я нічого…» — Рідний край, 1906, № 1, грудень, стор. 4.
- На спомин Т. Шевченка.— Рідний край, 1906, № 8, лютий, стор. 6.
- «Колись давно-давно, північною добою…» — Громад, думка, 1906, № 42.
- Далеко, далеко…— ЛНВ, т. XXXIV, 1906, кн. 4, стор. 61. «Співайте пісні голосніш!» — Вільна Україна, 1906, № 4, стор. 19.
- «Гомоніли люди…» — ЛНВ, т. XXXIV, 1906, кн. 5, стор. 360. Що то за люди?..—ЛНВ, т. XXXIV, 1906, кн. 6, стор. 563.
- Спомини з Яремча. I—IV.—ЛНВ, т. XXXVI, 1906, кн. 10, стор. 1.
- Жадоба освіти.— Рада, 1906, № 40.
- Туга за сонцем. М., тип. И. Д. Сьітина, 1907. 88 стор. Зміст: «Самітня смерека — журба та похила…»; «Як тяжко!..»; «Крізь темнії хмари проглянуло яснеє сонце…»; До дітей мого краю; Воля; «Чи бачиш, самітня смерека зітхає…»; «Тече Джонка по каміннях…»; «Не плач, не плач, о руська мати…»; «Я не можу дивитись байдужо на небо осіннє…»; «Хризантеми схилялись над нею…»; «Чистий сніг на тих велетнях-горах…»; «Лілеї білої моєї…»; «Нам треба волі і землі…»; «Так! — то було давно; мене ти знав малою…»; Мімоза; «Повіяло весною, повіяло теплом…»; «Пролетіла, прошуміла молодая буря…»; «Молодая та весела жартовливая весна…»; «Сизий, мов голуб, спускається вечір…»; «Візьми мене за море хмар…»; «Осіннє листя при заході сонця…»; «Тиша… Тиша самотності…»; Пісня («Ой не журися, милий козаче…»); «Тихі, ніжні почуття душі молодої…» [Решта друкувалися раніш].
- «Душа — се конвалія ніжна…» — ЛНВ, т. XXXVII, 1907, кн. 2, стор. 224.
- «Великеє сонце! зійде над землею…» — ЛНВ, т. XXXVII, 1907, кн. З, стор. 385. Проліски.—ЛНВ, т. XXXVIII, 1907, кн. 4, стор. 88. До збуджених надій.—ЛНВ, т. XXXVIII, 1907, кн. 5, стор. 239.
- Пісня («Ясний сокол серед степу…»).— Рідний край, 1907, № 5, листопад, стор. 9.
- Слово (Українській літературі).— Рідний край, 1907, № 7 грудень, стор. 8.
- Пісня лілії.— Рідний край, 1907, № 9, грудень, стор. 10. Пісня життя.—ЛНВ, т. XL, 1907, кн. 12, стор. 401.
- Лист до М. К. Заньковецької.— Рідний край, 1908, № 2 січень, стор. 14.
- «Мамо, мамо, подивися…» — Молода Україна, 1908, № 2, лютий, стор. 28.
- «Я сонце волі викликала…» — ЛНВ, т. XLI, 1908, кн. 2, стор. 296.
- «Де вільні орли на просторі клекочуть…» — Рідний край, 1908, № 7, лютий, стор. 9.
- На самоті.—ЛНВ, т. ХНІ, 1908, кн. 4, стор. 118.
- З весняних настроїв («Кинь життям журитись марно…»).— ЛНВ, т. XLII, 1908, кн. 6, стор. 499.
- Літні пісні. І. «Ясний сокіл серед степу…» II. «На білу хатоньку мою…» III. «Забуті… обдерті, в старенькій свитині…» — ЛНВ, т. XLIII, 1908, кн. 8, стор. 287—288.

Відповідь.— ЛНВ, т. XLIV, 1908, кн. 11, стор. 319.
- «Забуті здавна почування…» — Рідний край, 1908, № 37, листопад, стор. 7.
- Шляхом сонця [Про нову бандуру С. Дрімченка].— Рідний край, 1908, № 43, грудень, стор. 10—11.
- До П. («Я знов живу і знов сміюся…»). — Українська хата, 1909, № І, стор. 87.
- З моїх дум. І. «Мов легка, хмаронька, у сні…» II. «Я плачу й сміюся, як пісні складаю…» III. «Ой співає, зодягає…».— ЛНВ, т. XLVI, 1909, кн. 4, стор. 46—47.
- З пісень смутку. І. «Я не хочу нічого казати тобі…» II. «Коли твій жаль засне, Вкраїно?» III. «Тихо людина спускається з кручі…» —ЛНВ, т. XLVII, 1909, кн. 7, стор. 63—64.
- Весняна ніч (Посвята проф. А. Кримському).— Українська хата, 1909, № 7—8, стор. 373.
- Про діячів.— Українська хата, 1909, № 7—8, стор. 405—407.
- Сонце з-за хмар. X., тип. «Художественный труд» Р. Радомышельского, 1910. 18 стор. Зміст: Мої думи; Молитва сліпих; Пісня й день; Ніколи; Дівчина маненька; Пісня на поталу; Хмарний вечір; Сокіл; Вільні хмари; Білі крила; Вечірня мрія; Осіння пісня; Світлий край. Посвята А. Кримському; Кобзарі. «Найкращий цвіт свого життя…» — Українська хата, 1910. № 1, стор. 15.
- Сподівання.— Українська хата, 1910, № 3, стор. 166. Країна творчості.— Українська хата, 1910, № 5, стор. 319. «Я бачу, що весна цвіте…»; «Тане день і сходе зоря…» — ЛНВ, т. LI, 1910, кн. 7, стор. 70.
- Майстри слова (Критичний шкіц).—Українська хата, 1910, № 7—8, стор. 475—484.
- «Тихо хитаються віти похилії…» — Українська хата, 1910, № 12, стор. 713.
- «О, розправ білосніжнії крила…» — Рідний край, 1910, № 3, грудень, стор. 11.
- Пісня життя. X., тип. «Художественный труд» Р. Радомышельского, [б. р.]. 16 стор. Зміст: До сонця; Голос життя; На чужині; Дикунка; Насті; Над річкою; Смерть Чайки; До сестер-українок; Чому; Рідний батько; Не вчені; Люби життя; До стомлених.
- Мужицька дитина — Василь Стефаник. 1911. 16 стор.
- «Тихо небо вечоріє…» — Українська хата, 1911, № 3, стор. 137.
- Із зшитка «Вишневий цвіт»: 1. «Цвітуть фіалки…»; II. «Любов моя тиха…» — Рідний край, 1911, № 13—14, стор. 3.
- «В'ються чайки срібнокрилі…» — Рідний край, 1911, № 15, квітень, стор. 2.
- Забутим —ЛНВ, т. LIV, 1911, кн. 5, стор. 221.
- Із циклу «Вишневий цвіг»: І. «Вас повести в мій рай, рай моєї душі…» II. Милому. III. Тебе нема.— Українська хата, 1911, № 5—6, стор. 271—272.
- Весна.— Молода Україна, 1911, № 6, стор. 2.
- Із зошита «Вишневий цвіт»: Біла лебідь; Подих весни; Ніч; Хмарна юність; Весною; Nocturno.— ЛНВ, т. LV, 1911, кн. 9, стор. 298—299.
- Хатка — манюня.— Молода Україна, 1911, № 11, стор. 21.
- Оранка.—ЛНВ, т. LVI, 1911, кн. 12, стор. 429.
- Вишневий цвіт. X., тип. Р. Радомышельского, 1912. 88 стор. Зміст: «Шумить, шумить зелений гай…»; «В сяйві ранку золотого…»; М. К. З-кій; «Чарівна ніч і сонних хвиль дрімота…»; «Бачиш далеч блакитну і волю степів?..»; «Чом же ви не схаменулись?..»; До весни; На чужині; До портрета; Спомини з Wienerwald'y; 3 листування; «Гасне проміння вечірнього сонця…»; Вишні; До няні; «Сіяють алмазом і світяться ясно…»; До В.; До К; Іграшки мрій; Крик чайки; «Я придивляюся до чар і світла ночі…»; «Спить повитая серпанком…»; Поезії в прозі і оповідання. Мелодія (Шопенівський марш); Кінець щоденника (Уривки «Записок молодого українця»); Одлітають; Одірвана гілка. [Решта друкувалися раніш].
- До свого краю.— Рідний край, 1912, № 1, січень, стор. 4.
- З молодих пісень: Калина й Тополя; До молоді; На верхів'ях; Поцілунки краси; Молоді пісні.— ЛНВ, т. LVII, 1912, кн. З, стор. 478—480.
- До ведмедика,— Молода Україна, 1912, № 4, стор. 22.
- «Таємний парк дрімає, наче мліє…» — ЛНВ, т. LVIII, 1912, кн. 6, стор. 460.
- «Вечором тихим зими навісної…» — Сніп, 1912, № 8, стор. 2.
- З кримських пісень: І. «Тиха ніч пролітає…» II. «Ось вітерець…» III. Пісня грека. IV. Буря. V. Ніч у Партеніті. VI. У присмерках. VII. Німфа. VIII. Сонячне свято. IX. «Блакитне море отам розляглося…» X. «О ніжна мрія душі моєї…» — ЛНВ, т. LIX, 1912, кн. 9, стор. 258—263.
- «Хмари! хмари весняні! і ясна блакить!» — Сніп, 1912, № 11, стор. 2.
- До світла.— Рада, 1912, № 235.
- Омана.—Сяйво, 1913, № 2, стор. 35
- «Море грає… море грає…» — Рідний край, 1913, № 4, стор. 2. «В душі бринять тихенькі співи…» — ЛНВ, т. LXII, 1913, кн. 5, стор. 355.
- З рідних сторін Грінченка.— Ілюстр. Україна, 1913, № 19—20, стор. 9—10.
- «Присмерком тихим спокійно і ясно…» — ЛНВ, т. LXIV, 1913, кн. 11, стор. 301. Сільські пісні.— Ілюстр. Україна, 1913, № 21—22, стор. 3.
- Пісні серця і просторів. X., вид. М. Венгжина, 1914. 102 стор. Зміст: «Невже не пізнаєш мене ти в цій розмові…»; «Місяць ясний. Темна нічка…»; До братів-земляків; Воскрешения; Credo; Хмарка; Хата; «Там море плеще повне спів весняних…»; Пам'яті Павла Грабовського; Степова троянда; На смерть Лесі Українки; Серед гір; Південна казка; Ніч і серце; Треба мовчать; Мелодія; Пісня Кудеяра (Уривок з поеми); Пісня Кудеярової дружини (Уривок з поеми); «Мені здається, все те снилось…»; Ave; До від'їзду молоді; Золота осінь; Увечері; Напровесні; На сході сонця; Іоанн з Дамаска [Переклад з О. Толстого]; Переспів [Переклад з П'єра Корнеля («Ногасе»)]; Жертва; Казимір Великий [Переклад з Полонського]; Три пісні; «Глибоко, глибоко на самому дні…»; Молитза Христа [Переклад з Нікітіна]; «Вона занедбана й забута…»; «Я кохаю, я палко кохаю…»; «Шумить діброва, розкішний гай»; «Ну що ж? Чи ви змогли спинить думок буяння?..»; Весталки (Переклад з Мінського); «Не кажи, брате мій, що я марно живу…»; Із Вольтера («Блаженно я сидів у затишку лісному…»); Пісня німфи; «Я жити хочу так, як темний гай живе…»; Уривок з листа; В Массандрі (Зимою); Кримська ніч; Найдорожчій людині; Вінок Лисенкові; «Весна прекрасная цвіте…»; Пісня сліпої; Смерть Рубека й Ірени (За Ібсе-ном). [Решта друкувалися раніш]. Моєму краю. Поезії. Чернівці, наклад. Ростислава" Заклинського, 1914. 29 стор. Зміст: До Михайла Павлика; На Катеринославщині; «Не плач…»; Дума засланця; Відповідь засланцям; На смерть Миколи Лисенка; Пам'яті Тараса Шевченка; Івану Франкові; Гей, на бій!; Українським товариствам; «Ой піду я на шляхи широкі…»; Мені байдуже. [Решта друкувалися раніш]. Весняні сни. І. «У млі я конаю… А ти — моє сонце!..» II.

«У шумуючий гай…» — ЛНВ, т. LXV, 1914, кн. 4, стор. 54. Гомін ночі; Невільникові.— ЛНВ, т. LXV, 1914, кн. 5, стор. 279. Асан і Зейнеп (Шкіц).— Сяйво, 1914, № 7—8—9, стор. 192—194.
- Сльози. X., 1915. 8 стор. Зміст: Пісня поляків; «Згас ясний день і тиша вечерова…»; «Я давно не співала сердечних пісень…»; Спомини; «Життя все краще і зелене…»
- Мандрівець. X., тип. Р. Радомышельского, 1916. 11 стор. Зміст: Мандрівець; Під час війни; Морські німфи; «Ні, не кажи, що гірко жить…»; До Лідії С.

Встань, сонце. X., тип. Р. Радомышельского, 1916. 16 стор. Зміст: Земля і небо; Intermezzo; Пісня полонених; Вес-
ною; До Леїли; Лісова яблуня; В добу страждань; Промова Епамінонда (Уривок з поеми); Кохання Епамінон-да і Ангерони; В дорогу! Грезы. X., тип. Р. Радомышельского, [б. р.]. 48 стор. Зміст: Менуэт; В усадьбе; К лучу; Из письма; «Люблю тебя, разбитого судьбою…»; Ей; «Отчего я во сне вижу вас?..»; «Мне целый вечер думалось о вас…»; О. И. С; К Л. А.; «Уныл мой день…»; Севера вздохи; Над ручьем; «Я хочу, чтоб душа моя белая…»; Моисей (Из Ивана Франка); «Вы ушли, и погас, уничтожился свет…»; «Сквозь темные тучи проглянуло ясное солнце…»; «Я сплету в созвучья звуки…»; Родной стране (Из Василя Пачовского); У моря; «Огня! огня! еще огня…»; «Стонала и злилася вьюга…»; «В молчании немом стою я над прошедшим…»; «Осень глухая… Увядшие листья…»; «Моей любви к далекой чистой грезе…»; «У ног моих…»; «По светлому солнцу полуденных стран…»; «Заворожили…»; «Я не хочу оставлять вас одною…»; «Ни сказок… ни песен…»; «Ты полна для меня столь сияющих грез…»; Из Ламар-тина («Книга жизни и грез — это дивная книга…»); «Вечерняя греза… Безбрежное море…»; Возвращение весны; В горах; "О если бы слово «люблю…» [Решта друкувалися раніш].
- Пробудження. X., друк. «Просвещение», 1917. 8 стор. Зміст: До хлопця; До моєї хати; «Свобода йде! свобода йде…»; До Лазаря; Народний марш; Для оркестру з хором; Лист селянки.
- «Сиділи ми у присмерках вечірніх…» — ЛНВ, т. LXVII, 1917, кн. 1, стор. 20.
- «Смарагди, перли і топази».—ЛНВ, т. LXVII, 1917, кн. 2—З, стор. 222.
- Nocturne («Я не забуду про наше щастя…»).—ЛНВ, т. LXXIII, 1919, кн. 2, стор. 159.
- Віктор Гюго. Бюг-Жаргаль. Переклад з франц. мови X. Алчевської. З передмовою проф. О. Білецького. [X.], ДВУ, 1928. 261 стор.
- Віктор Гюго. 93 рік (Зі скороченнями). Переклад X. Алчевської. З передмовою проф. О. Білецького. [X.], ДВУ, 1929. 237 стор.
- Луїза Мішель. Драматична поема. X., вид-во «Рух», 1930. 67 стор.
- Віктор Гюго. Трудівники моря (Із скороченням для юнацтва). Переклад X. Алчевської. X.-- вид-во «Молод, більшовик», 1931. 247 стор.
- Алчевська Х. Вишневий цвіт: поезії та оповідання / Христі Алчевської. — Харків: Типо-Літографія Р. Радомишельського, 1912. — 88, II с. [Архівовано 3 жовтня 2018 у Wayback Machine.]